# Lupulella
Lupulella é um gênero de caninos encontrado na África. Este gênero consiste de apenas duas espécies vivas, o chacal-de-dorso-negro (Lupulella mesomelas) e o chacal-listrado (Lupulella adusta).

## Filogenia
Cladograma baseado em dados genômicos:
|           | Canis/Cuon/Lycaon                                                         |
|           |                                                                           |
| Lupulella | \| \| Chacal-listrado \| \| \| \| \| \| Chacal-de-dorso-negro \| \| \| \| |
|           | \| \| Chacal-listrado \| \| \| \| \| \| Chacal-de-dorso-negro \| \| \| \| |
|           | Chacal-listrado                                                           |
|           |                                                                           |
|           | Chacal-de-dorso-negro                                                     |
|           |                                                                           |

|  | Chacal-listrado       |
|  |                       |
|  | Chacal-de-dorso-negro |
|  |                       |

|           | Canis/Cuon/Lycaon                                                         |
|           |                                                                           |
| Lupulella | \| \| Chacal-listrado \| \| \| \| \| \| Chacal-de-dorso-negro \| \| \| \| |
|           | \| \| Chacal-listrado \| \| \| \| \| \| Chacal-de-dorso-negro \| \| \| \| |
|           | Chacal-listrado                                                           |
|           |                                                                           |
|           | Chacal-de-dorso-negro                                                     |
|           |                                                                           |

|  | Chacal-listrado       |
|  |                       |
|  | Chacal-de-dorso-negro |
|  |                       |

## Taxonomia
As duas espécies eram antigamente consideradas membros do gênero Canis. Em 2017, uma análise taxonômica recomendou que essas duas espécies fossem reconhecidas como o gênero Lupulella. Em resposta à análise, a Sociedade Americana de Mamiferologistas reconheceu o novo gênero.
Em 2019, uma oficina apresentada pelo Grupo de Especializados em Canídeos da IUCN/SSC recomendou que, porque as evidências de DNA mostram que o chacal-de-dorso-negro (Canis mesomelas) e o chacal-listrado (Canis adustus) formam uma linhagem monofilética externa ao clado Canis/Cuon/Lycaon, eles deveriam ser posicionados em um gênero distinto, Lupulella Hilzheimer, 1906, com os nomes Lupulella adusta e Lupulella mesomelas.
| Nome comum            | Nome científico e subespécies | Alcance                      | Tamanho e ecologia | Estado da IUCN e população estimada |
| --------------------- | --- | ---------------------------- | --- | ----------------------------------- |
| Chacal-listrado       | Lupulella adusta Sundevall, 1847 Sete subespécies - L. a. adusta - L. a. bweha - L. a. centralis - L. a. grayi - L. a. kaffensis - L. a. lateralis - L. a. notatus | África central e meridional  | Tamanho: 69–81 cm de comprimento do corpo, mais 30–40 cm de comprimento da cauda Habitat: bosque e matagal Dieta: onívoro | LC · Desconhecida                   |
| Chacal-de-dorso-negro | Lupulella mesomelas Schreber, 1775 Duas subespécies - L. m. mesomelas - L. m. schmidti                                                                             | África oriental e meridional | Tamanho: 67–81 cm de comprimento do corpo Habitat: savana Dieta: onívoro                                                  | LC · Desconhecida                   |